# Pietro Salemi
Pietro Salemi (Modica, 29 luglio 1912 – Modica, 20 febbraio 1970) è stato un militare italiano, insignito della medaglia d'oro al valor militare a vivente nel corso della guerra di Spagna.

## Biografia
Nacque a Modica, provincia di Ragusa, il 29 luglio 1912, figlio di Michele e Giuseppa Denaro. Arruolato nel Regio Esercito per compiere il servizio militare di leva con la sua classe nel 24º Reggimento artiglieria da campagna, venne posto in congedo nell'agosto 1934. Mentre lavorava come agricoltore decise di arruolarsi volontario per andare in Africa Orientale Italiana il 25 novembre 1936. Nel gennaio 1937 venne trasferito a Caserta e quindi a Gaeta, dove si imbarcò per la Spagna sulla nave Sicilia. Sbarcò a Cadice il 5 febbraio successivo e passò effettivo nel Corpo Truppe Volontarie assegnato all'VIII Gruppo da 65/17 del 1º Reggimento artiglieria "Volontari del Littorio". Rimase gravemente nel combattimento del 19 marzo 1938, avvenuto nella zona di Alcaniz subendo successivamente l'amputazione chirurgica completa delle due gambe. Ritornato in Patria ebbe lunghe degenze in ospedale, e con Regio Decreto del 18 aprile 1940 fu insignito della medaglia d'oro al valor militare. Si stabilì poi a Modica.

### Fonti
1. 1 2 3 4 5 6 7  Combattenti Liberazione.
2. ↑   Bollettino ufficiale delle nomine, promozioni e destinazioni negli ufficiali e sottufficiali del R. esercito italiano e nel personale dell'amministrazione militare, 1940,  p. 6813. URL consultato il 12 marzo 2022.
3. ↑  Medaglie d'oro al valor militare sul sito della Presidenza della Repubblica
4. ↑  Registrato alla Corte dei conti addì 18 maggio 1940, registro 16 guerra, foglio 317.
5. ↑  Registrato alla Corte dei conti lì 29 aprile 1939, guerra registro 17, foglio 106.